# Hidetaka Nishiyama
Hidetaka Nishiyama (西山 英峻, 10 d'octubre de 1928 - 7 de novembre de 2008, va ser un mestre de karate shotokan. Va ser reconegut com un instructor internacional i un dels principals establidors del l'associació de karate japonès. Nishiyama va ser un dels últims deixebles del mestre Gichin Funakoshi, fundador del karate shotokan i pare del karate moder. Es mudà a viure els Estats Units el 1961 fins a la seva mort el 2008 a l'edat de 80 anys, va ser un tioper del karate en aquest país. Arribà a tenir el 10è dan, màxim reconeixement dins del karate.